# NEXPTIME
計算複雑性理論において、複雑性クラス NEXPTIME（NEXP）とは、非決定性チューリング機械で O(2p(n)) の時間（p(n) は任意の多項式）と無制限の領域を使って解ける決定問題の集合である。
NTIMEの記法では以下のように表される。
{\displaystyle {\mbox{NEXPTIME}}=\bigcup _{k\in \mathbb {N} }{\mbox{NTIME}}(2^{n^{k}})}
重要な NEXPTIME完全な問題として succinct circuit（簡潔回路）がある。succinct circuit は指数関数的に少ない空間でグラフを表すのに使われる単純な機械である。入力ノード数と出力ノード数を入力とし、それらの間にエッジを張る。隣接行列のような普通のグラフ表現で同じ問題を解こうとする場合はNP完全となるが、succinct circuit では入力に要するビット数が指数関数的に少ないため、NEXPTIME完全となる。例えば、succinct circuit を使ってグラフのハミルトン路を探す問題は NEXPTIME完全である。
なお、P=NP であった場合、NEXPTIME=EXPTIME となることに注意されたい。

## その他の特徴
NEXPTIME は対話型証明系の話によく登場する。その場合2つの主な特徴がある。まず、MIP証明系は、2つの全能証明機が1つの無作為化多項式時間検証機と通信する（証明機同士は通信しない）。ある文字列が対象言語に含まれる場合、これら証明機は高い確率で検証機を納得させられるはずである。文字列がその言語に含まれない場合、これらの証明機が検証機をだまして納得させられる確率は非常に低い。MIP証明系の一方の証明機だけでは PSPACEの範囲でしか証明できないが、2つの証明機を検証機が相互検証することで NEXPTIME の範囲の証明ができるという点は、非常に興味深い。
もう1つの対話型証明系に関する NEXPTIME の特徴は、それが確率的検査可能証明のクラスの一種であるという点である。NPの定義として、全能証明機がある文字列が言語に含まれることの証明を与えたとき、決定性多項式時間機械がその証明を検証できるクラスであるという定義がある。ここで、この設定に以下の2つの変更を加える。
- 無作為性を導入し、検証機械がコインを投げて表裏を知ることが可能な機能を持つとする。
- 検証機にテープの形で証明を与えるのではなく、証明に無作為にアクセスできるようにする。検証機は証明文字列の任意の位置を指定して、対応するビットを受け取る。検証機は多項式長のインデックスを指定できるので、指数関数的に長い証明文字列にインデックスをつけることも可能となる。

これらの拡張により、証明系の能力は格段に強化され、NEXPTIME に属する全言語を認識できるようになる。このクラスをPCPと呼ぶ。